# Lords of Decadence
Lords of Decadence ist eine österreichische Melodic-Death-Metal-Band aus Wien, die im Jahr 2000 gegründet wurde.

## Geschichte
Die Band wurde im Sommer 2000 von Norbert Leitner (E-Gitarre, Gesang) und Andreas Tuma (E-Bass, Gesang) gegründet. Gegen Ende des Jahres stießen Bernd Kladler (E-Gitarre) sowie sein Bruder Werner Kladler (Schlagzeug) zur Band. Im Oktober 2001 begannen sie mit regelmäßigen Proben, zuerst in der „Klangschmiede“ in Wien und seit Herbst 2003 in ihrem eigenen „Black Box Studio“.
Im Jahr 2002 nahm die Band ihr erstes Demo namens Hellraiders sowie eine DVD namens Lords of Decadence auf. Im Jahr 2003 erreichte sie das österreichische Finale des Bandcontests Emergenza. Zudem hielt die Band einige Auftritte ab. Außerdem spielte sie auf einigen internationalen Metalfestivals. Im Jahr 2004 erreichte sie den dritten Platz im Austrian Band Contest. Im selben Jahr spielte sie neben anderen Auftritten auch als Eröffnungsband auf dem Summer Breeze Festival. Zudem veröffentlichte die Band ihr Debütalbum namens Cognitive Note of Discord. Im Jahr 2005 unterschrieb die Band einen Lizenzvertrag bei dem italienischen Label Scarlet Records für das Album Cognitive Note of Discord, um das Album über dieses Label wiederzuveröffentlichen. Auch erschienen Lieder der Band auf diversen Kompilationen.
Im Jahr 2006 veröffentlichte die Band ihr zweites Album namens Bound to Fall.

## Stil
Die Musik der Band wird auf ihrer Website als eine Mischung aus klassischem melodischen Heavy Metal beschrieben, bei dem auch Einflüsse aus dem Thrash Metal hörbar sind. Der Gesang wird als aggressiv bezeichnet. Die Band versucht ein möglichst hohes technisches Spielniveau zu erreichen und die Lieder möglichst abwechslungsreich zu gestalten. Auf ihrem Myspace-Profil gibt die Band Children of Bodom, Soilwork, In Flames, Sinergy und Raise Hell an.

## Diskografie
- 2002: Hellraiders (Demo, Eigenveröffentlichung)
- 2002: Lords of Decadence (Demo, Eigenveröffentlichung)
- 2004: Cognitive Note of Discord (Album, Eigenveröffentlichung)
- 2005: Cognitive Note of Discord (Wiederveröffentlichung des Albums, Scarlet Records)
- 2006: Bound to Fall (Album, Eigenveröffentlichung)